# Trevor Moore (ishockeyspelare)
Trevor Moore, född 31 mars 1995 i Thousand Oaks, är en amerikansk professionell ishockeyforward som är kontrakterad till Toronto Maple Leafs i National Hockey League (NHL) och spelar för Toronto Marlies i American Hockey League (AHL). Han har tidigare spelat för Denver Pioneers (University of Denver) i National Collegiate Athletic Association (NCAA) och Tri-City Storm i United States Hockey League (USHL).
Moore blev aldrig NHL-draftad.

## Statistik
| 2010–2011   | Los Angeles Selects | T1EHL       | 35  | 19 | 22 | 41  | 47 | —  | — | —  | —  | — |
| 2011–2012   | Tri-City Storm      | USHL        | 49  | 12 | 20 | 32  | 6  | 2  | 0 | 2  | 2  | 0 |
| 2012–2013   | Tri-City Storm      | USHL        | 62  | 20 | 43 | 63  | 26 | —  | — | —  | —  | — |
| 2013–2014   | Denver Pioneers     | NCAA        | 42  | 14 | 18 | 32  | 14 | —  | — | —  | —  | — |
| 2014–2015   | Denver Pioneers     | NCAA        | 39  | 22 | 22 | 44  | 7  | —  | — | —  | —  | — |
| 2015–2016   | Denver Pioneers     | NCAA        | 40  | 11 | 33 | 44  | 8  | —  | — | —  | —  | — |
| 2016–2017   | Toronto Marlies     | AHL         | 57  | 13 | 20 | 33  | 18 | 11 | 2 | 2  | 4  | 4 |
| 2017–2018   | Toronto Marlies     | AHL         | 68  | 12 | 21 | 33  | 22 | 20 | 6 | 11 | 17 | 4 |
| 2018–2019   | Toronto Maple Leafs | NHL         | 1   | 0  | 1  | 1   | 0  | —  | — | —  | —  | — |
|             | Toronto Marlies     | AHL         | 27  | 17 | 7  | 24  | 18 | —  | — | —  | —  | — |
| NHL totalt  | NHL totalt          | NHL totalt  | 1   | 0  | 1  | 1   | 0  | —  | — | —  | —  | — |
| AHL totalt  | AHL totalt          | AHL totalt  | 152 | 42 | 48 | 90  | 58 | 31 | 8 | 13 | 21 | 8 |
| NCAA totalt | NCAA totalt         | NCAA totalt | 121 | 47 | 73 | 120 | 29 | —  | — | —  | —  | — |
| USHL totalt | USHL totalt         | USHL totalt | 111 | 32 | 63 | 95  | 32 | 2  | 0 | 2  | 2  | 0 |

### Internationellt
| Källa: Uppdaterad: 2018-12-28 | Källa: Uppdaterad: 2018-12-28 | Källa: Uppdaterad: 2018-12-28 |         | Utv = Utvisningsminuter | Utv = Utvisningsminuter | Utv = Utvisningsminuter | Utv = Utvisningsminuter | Utv = Utvisningsminuter |
| År                            | Lag                           | Mästerskap                    | Matcher | Mål                     | Assists                 | Poäng                   | Utv                     |                         |
| ----------------------------- | ----------------------------- | ----------------------------- | ------- | ----------------------- | ----------------------- | ----------------------- | ----------------------- | ----------------------- |
| 2012                          | USA                           | Ivan Hlinka                   | 4       | 1                       | 0                       | 1                       | 29                      |                         |
| Junior totalt                 | Junior totalt                 | Junior totalt                 | 4       | 1                       | 0                       | 1                       | 29                      |                         |